# Harald zur Hausen
Harald zur Hausen (11. března 1936 Gelsenkirchen, Německo – 29. května 2023 Heidelberg) byl německý lékař a virolog, který studoval vznik karcinomu děložního hrdla a podílel se na objasnění role papilomavirů, za což v roce 2008 získal Nobelovu cenu za fyziologii a lékařství.
Vystudoval medicínu na univerzitě v Düsseldorfu a dlouhá léta pracoval ve Virologickém ústavu univerzity ve Würzburgu. V roce 1972 jmenován profesorem virologie na univerzitě v Erlangenu. V letech 1983 až 2003 byl vědeckým ředitelem Výzkumného centra pro výzkum rakoviny v Heidelbergu.
Jeho objev role papilomavirů při vzniku rakoviny čípku děložního vedl k vývoji dvou sér, která chrání v případně očkování před některými kmeny papilomavirů.